# Podnoszenie ciężarów na Letnich Igrzyskach Olimpijskich 1956 – waga półciężka mężczyzn
Rywalizacja w wadze do 90 kg mężczyzn w podnoszeniu ciężarów na Letnich Igrzyskach Olimpijskich 1956 odbyła się 26 listopada 1956 roku w hali Royal Exhibition Building. W rywalizacji wystartowało 15 zawodników z 14 krajów. Tytuły sprzed czterech lat nie obronił Norbert Schemansky z USA, który tym razem nie startował. Nowym mistrzem olimpijskim został Arkadij Worobjow z ZSRR, drugie miejsce zajął Dave Sheppard z USA, a brązowy medal wywalczył Francuz Jean Debuf.

## Wyniki
| Pozycja | Zawodnik            | Reprezentacja      | Waga | Wyciskanie | Wyciskanie | Wyciskanie | Rwanie | Rwanie | Rwanie | Podrzut | Podrzut | Podrzut | Wynik |
| Pozycja | Zawodnik            | Reprezentacja      | Waga | 1          | 2          | 3          | 1      | 2      | 3      | 1       | 2       | 3       | Wynik |
| ------- | ------------------- | ------------------ | ---- | ---------- | ---------- | ---------- | ------ | ------ | ------ | ------- | ------- | ------- | ----- |
| 1. !    | Arkadij Worobjow    | ZSRR               | 89,8 | 140,0      | 145,0      | 147,5      | 137,5  | 142,5  | 142,5  | 170,0   | 175,0   | 177,5   | 462,5 |
| 2. !    | Dave Sheppard       | Stany Zjednoczone  | 88,8 | 140,0      | 140,0      | 145,0      | 137,5  | 137,5  | 137,5  | 165,0   | 165,0   | 185,0   | 442,5 |
| 3. !    | Jean Debuf          | Francja            | 87,6 | 122,5      | 127,5      | 130,0      | 122,5  | 127,5  | 130,0  | 162,5   | 167,5   | -       | 425,0 |
| 4       | Mohammad Rahnawardi | Iran               | 89,5 | 127,5      | 135,0      | 140,0      | 122,5  | 127,5  | 130,0  | 157,5   | 162,5   | 162,5   | 425,0 |
| 5       | Iwan Weselinow      | Bułgaria           | 88,6 | 127,5      | 132,5      | 135,0      | 120,0  | 125,0  | 125,0  | 155,0   | 155,0   | 160,0   | 407,5 |
| 6       | Tan Kim Bee         | Federacja Malajska | 86,2 | 112,5      | 117,5      | 117,5      | 115,0  | 122,5  | 127,5  | 150,0   | 155,0   | 160,0   | 395,0 |
| 7       | Lennox Kilgour      | Trynidad i Tobago  | 89,1 | 122,5      | 127,5      | 132,5      | 112,5  | 117,5  | 122,5  | 140,0   | 145,0   | 150,0   | 390,0 |
| 8       | Leonard Treganowan  | Australia          | 89,7 | 117,5      | 117,5      | 122,5      | 117,5  | 122,5  | 122,5  | 150,0   | 150,0   | 155,0   | 390,0 |
| 9       | Sydney Harrington   | Wielka Brytania    | 88,2 | 110,0      | 115,0      | 115,0      | 112,5  | 117,5  | 120,0  | 145,0   | 152,5   | 157,5   | 385,0 |
| 9       | Manny Santos        | Australia          | 88,2 | 120,0      | 125,0      | 130,0      | 110,0  | 115,0  | 115,0  | 150,0   | 150,0   | 160,0   | 385,0 |
| 11      | Kamineni Eswara Rao | Indie              | 88,4 | 117,5      | 117,5      | 122,5      | 100,0  | 110,0  | 115,0  | 135,0   | 142,5   | 147,5   | 380,0 |
| 12      | Bruno Barabani      | Brazylia           | 89,7 | 105,0      | 110,0      | 115,0      | 112,5  | 117,5  | 120,0  | 145,0   | 145,0   | 155,0   | 367,5 |
| -       | Carlos Seigeshifer  | Argentyna          | 89,5 | 117,5      | 122,5      | 125,0      | 112,5  | 117,5  | 117,5  | 150,0   | 150,0   | 150,0   | -     |
| -       | Czesław Białas      | Polska             | 89,6 | 130,0      | 135,0      | 135,0      | 120,0  | 125,0  | 125,0  | -       | -       | -       | -     |
| -       | Park Dong-cheol     | Korea Południowa   | 87,6 | 115,0      | 120,0      | 122,5      | 120,0  | 125,0  | 125,0  | -       | -       | -       | -     |